# Nick Phipps (bobsleigh)
 (avril 2020).
Si vous disposez d'ouvrages ou d'articles de référence ou si vous connaissez des sites web de qualité traitant du thème abordé ici, merci de compléter l'article en donnant les références utiles à sa vérifiabilité et en les liant à la section « Notes et références ».
Pour l’article homonyme, voir Nick Phipps.
Nick Phipps, né le 8 avril 1952 et mort le 24 avril 2024, est un ancien bobeur britannique en tant que pilote.